# Julie C. Dao
Julie C. Dao – amerykańsko-wietnamska autorka fantasy. Popularność zdobyła dzięki swojej debiutanckiej powieści, Forest of a Thousand Lanterns, inspirowanej kulturą wschodnioazjatycką opowieścią o Złej Królowej z Królewny Śnieżki, oraz jej kontynuacji pod tytułem Kingdom of the Blazing Phoenix.

## Wczesne życie
Dao urodziła się i wychowała w północnej części stanu Nowy Jork, jako najstarsze dziecko wietnamskich imigrantów. Studiowała biologię przedmedyczną na studiach, ale postanowiła nie zajmować się tą dziedziną.

## Twórczość

### SeriaRise of the Empress
- Forest of a Thousand Lanterns (Philomel Books, 2017) ISBN 978-1-5247-3829-7
- Kingdom of the Blazing Phoenix (Philomel Books, 2018) ISBN 978-1-5247-3832-7
- Song of the Crimson Flower (Philomel Books, 2019) ISBN 978-1-5247-3835-8

### SeriaTeam Chu
- Team Chu and the Battle of Blackwood Arena (Farrar Straus Giroux Books for Young Readers, 2022) ISBN 1-250-80545-7
- Team Chu and the Epic Hero Quest (Farrar Straus Giroux Books for Young Readers, 2023) ISBN 0-374-38881-4
- Team Chu and the Wild Ghost Chase (Farrar Straus Giroux Books for Young Readers, 2024) ISBN 0-374-38885-7

### SeriaThe Mirror
- Broken Wish (Disney Hyperion, 2020) ISBN 978-1368046381

### SeriaKiedy nadciąga mgła
- Kiedy nadciąga mgła (ang. Now Comes the Mist, Podium Entertainment, 2024, ISBN 1039457479), wyd. Nowe Strony, 2025 ISBN 978-83-8362-998-8
- So Blooms the Dawn (Podium Entertainment, 2025) ISBN 1039457495